# 德勒 (地区)
德勒，或按其作为德勒的形容词形式的名称音译作德鲁艾，是法国的一个传统地区，位于厄尔-卢瓦省北部，一小部分延伸至伊夫林省。受诺曼底、博斯和法兰西岛的影响，德勒地区同西邻的蒂姆赖一样为过渡区。从历史上看，德勒地区是法兰西岛的一部分，而诺让勒鲁瓦和曼特农则是奥尔良的一部分。德勒地区在法国国王和诺曼底公爵之间的冲突中迅速成为了一个战略地，今天仍然是一个与巴黎地区紧密相连的地带。

## 图片

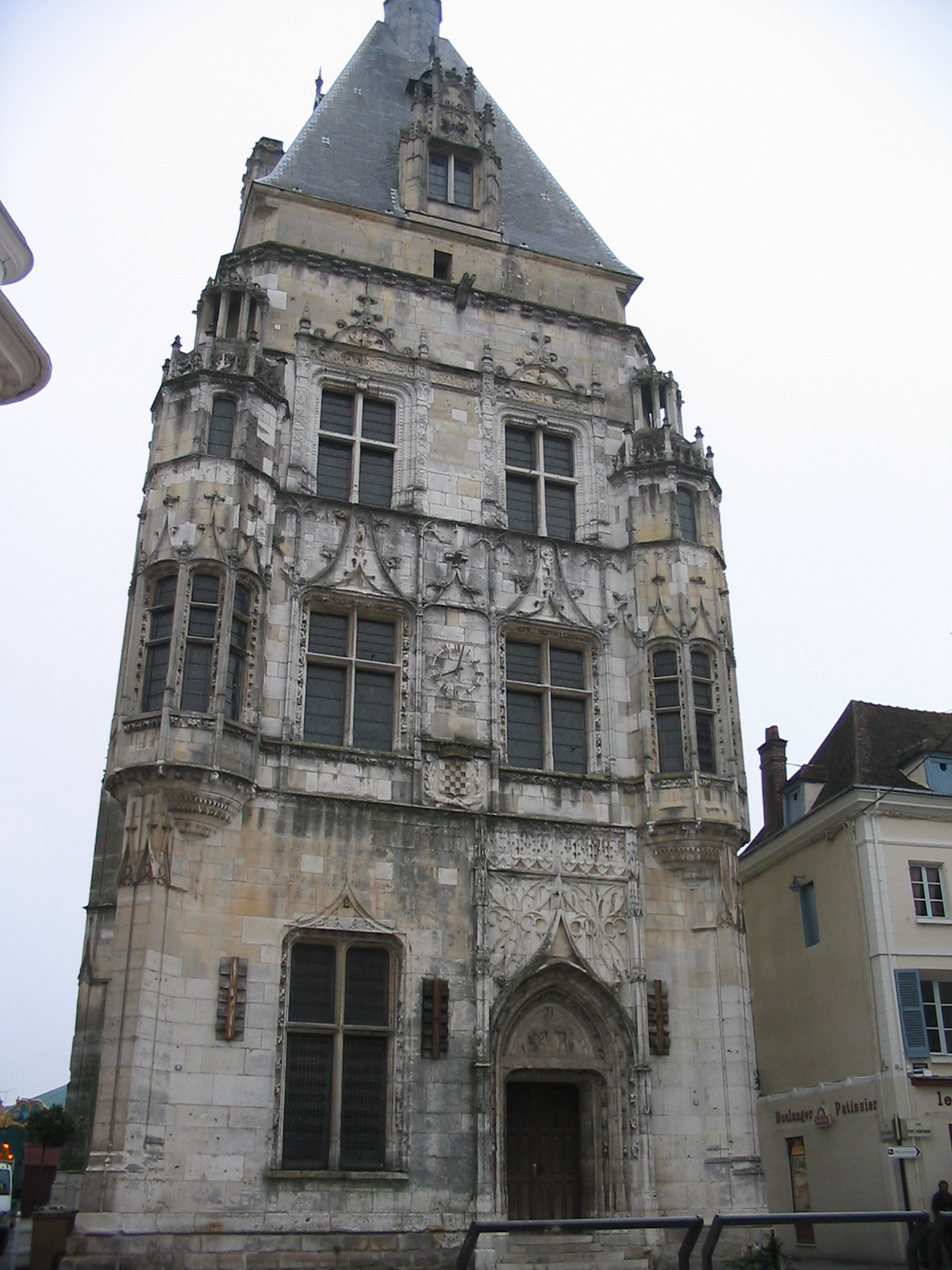
德勒钟楼
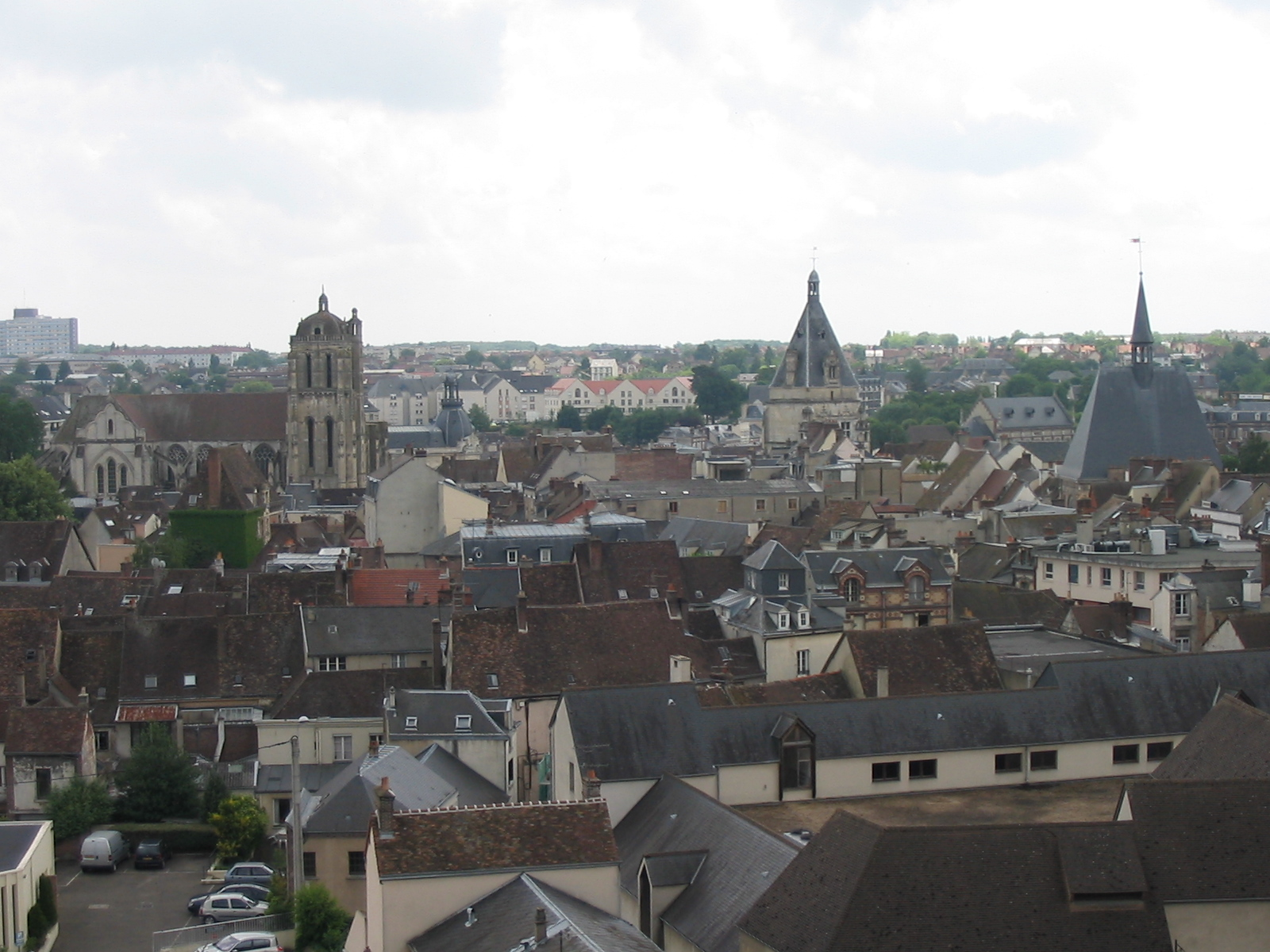
德勒城全景
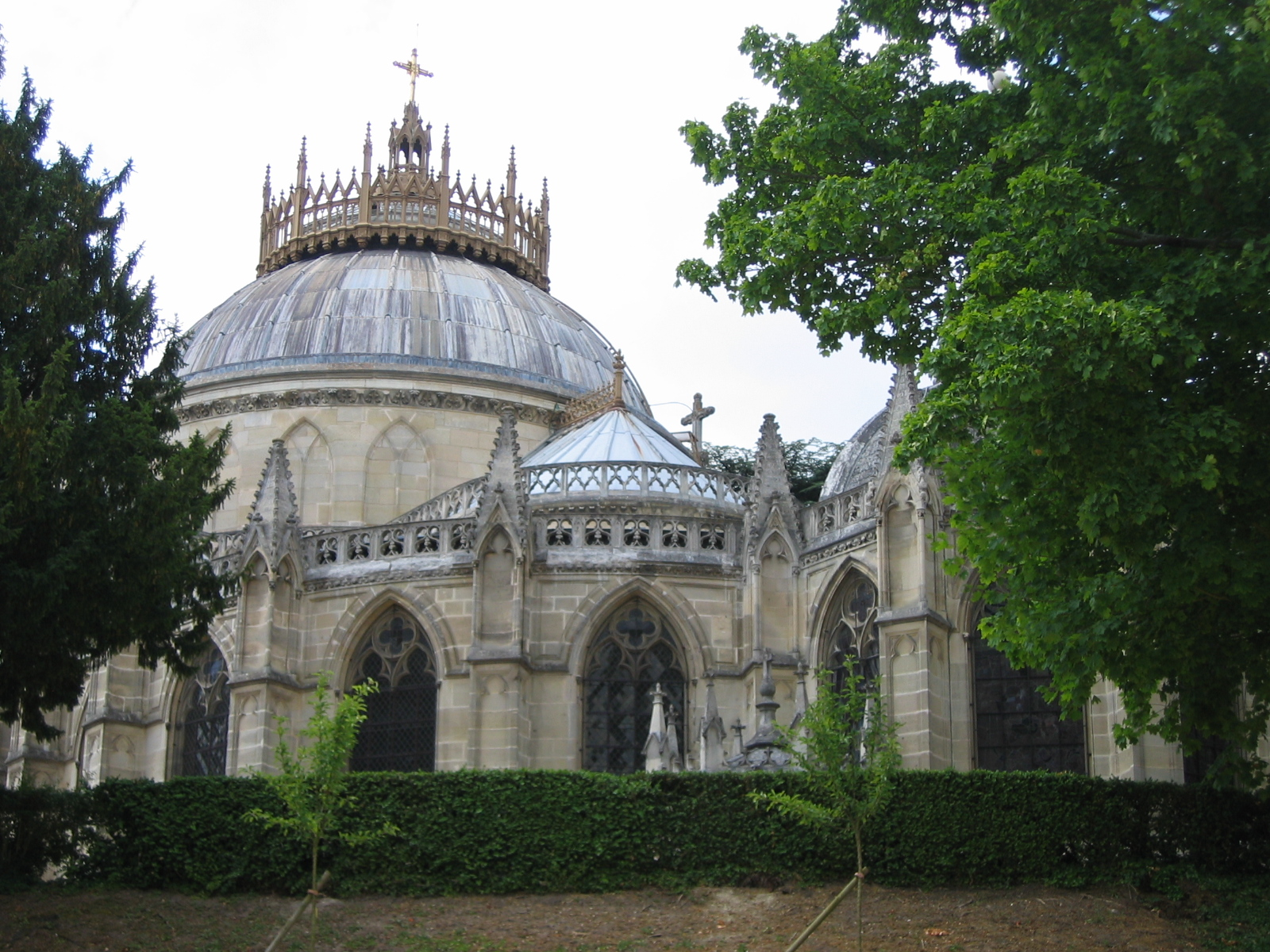
德勒皇家小圣堂（Chapelle royale de Dreux）
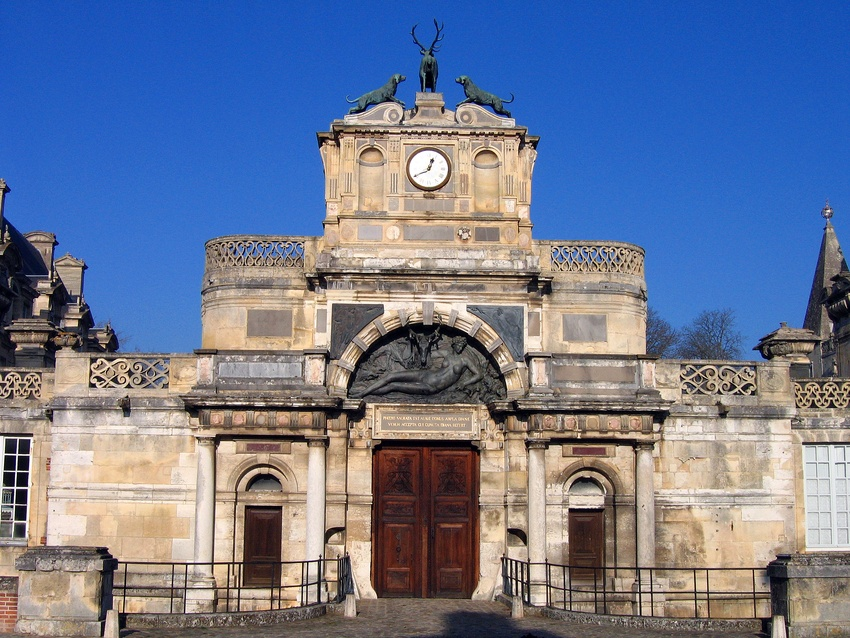
阿内城堡（Château d'Anet）
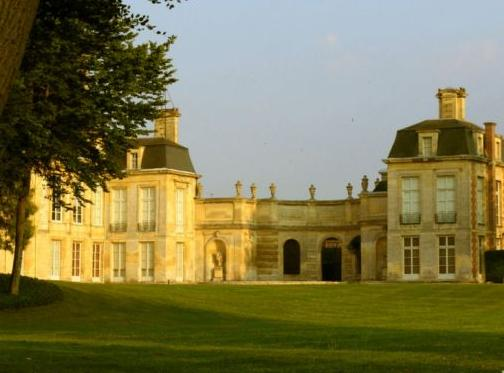
阿内城堡
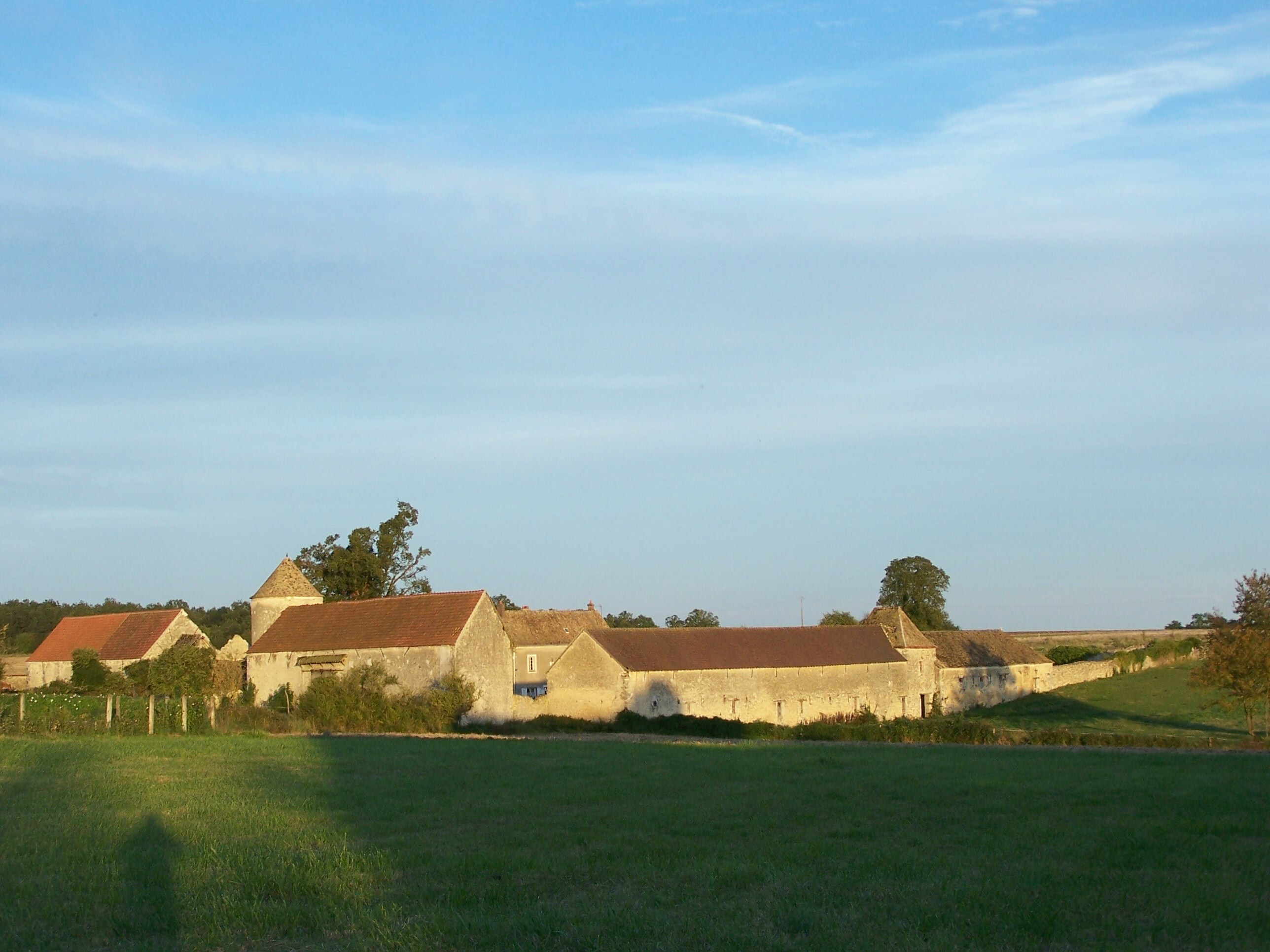
韦格尔河畔贝谢尔的农庄
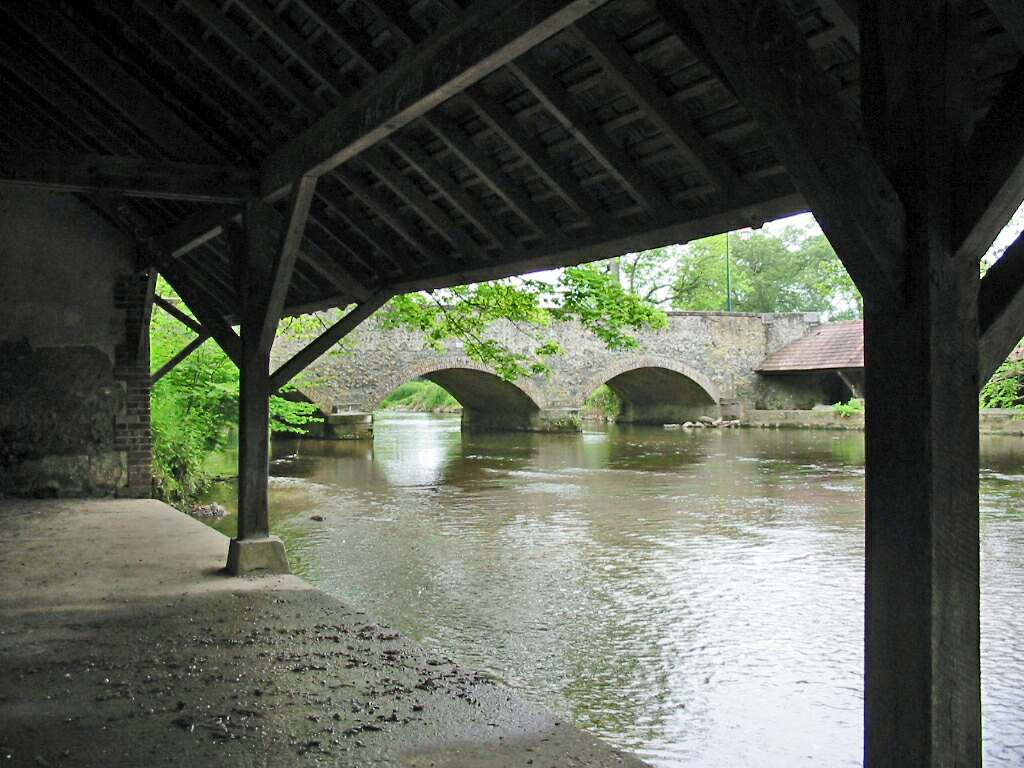
加尔奈的盥洗处
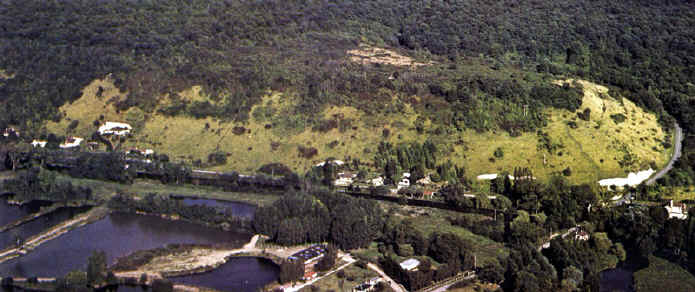
索雷勒-穆塞勒的阿鲁阿尔堡（Fort Harrouard）遗址
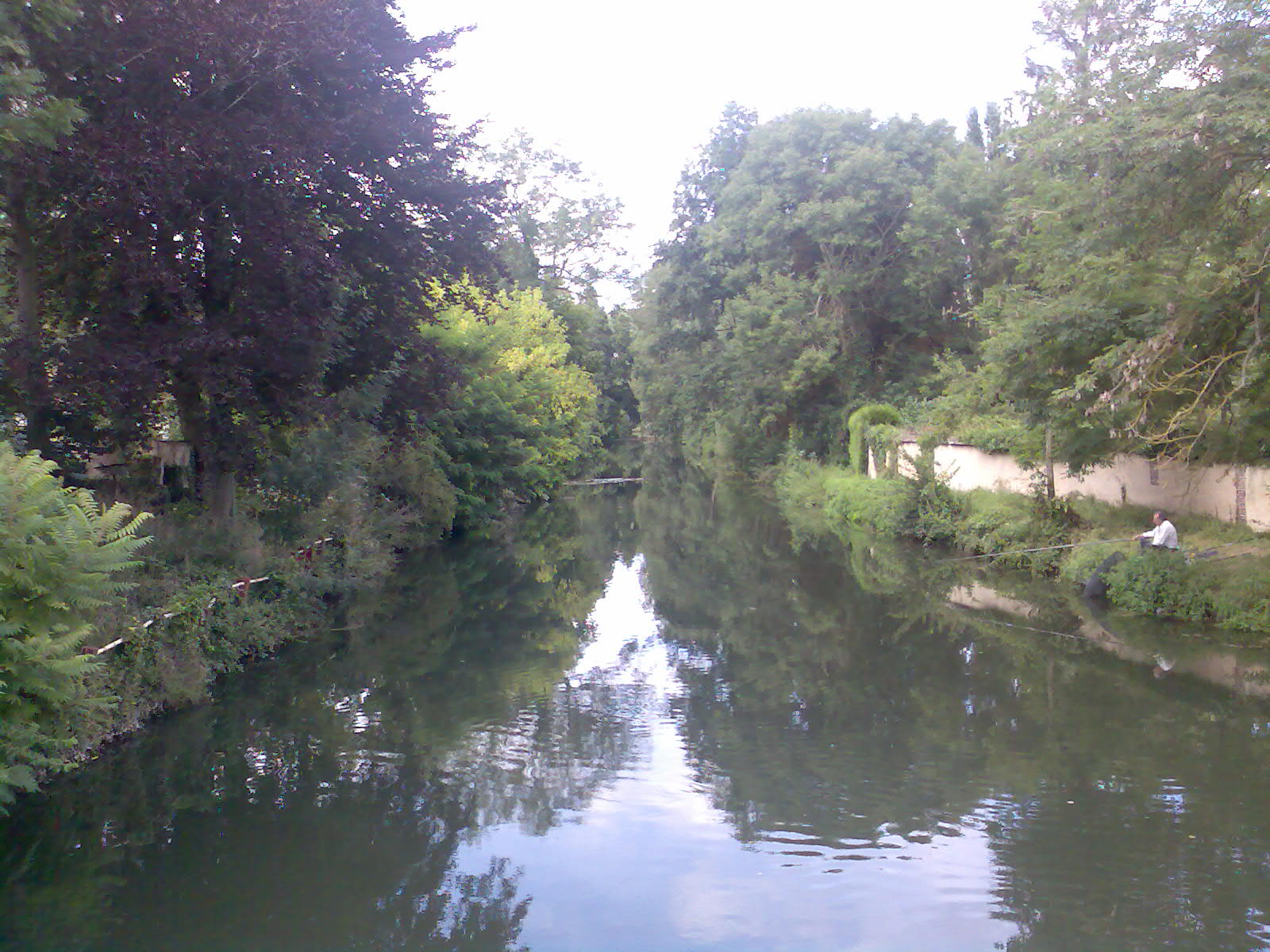
位于埃克吕泽勒的厄尔河
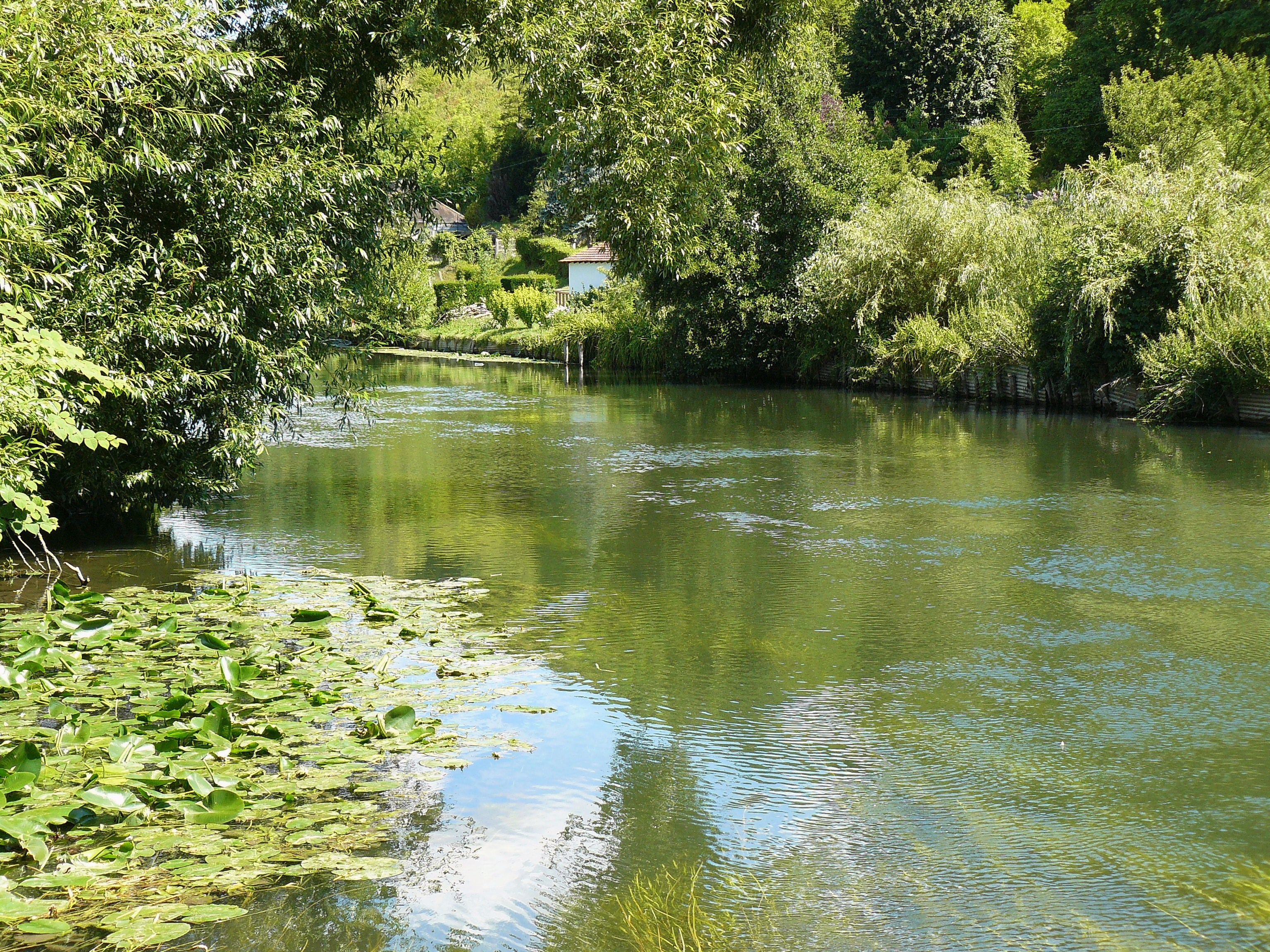
位于厄尔河畔马西伊的厄尔河
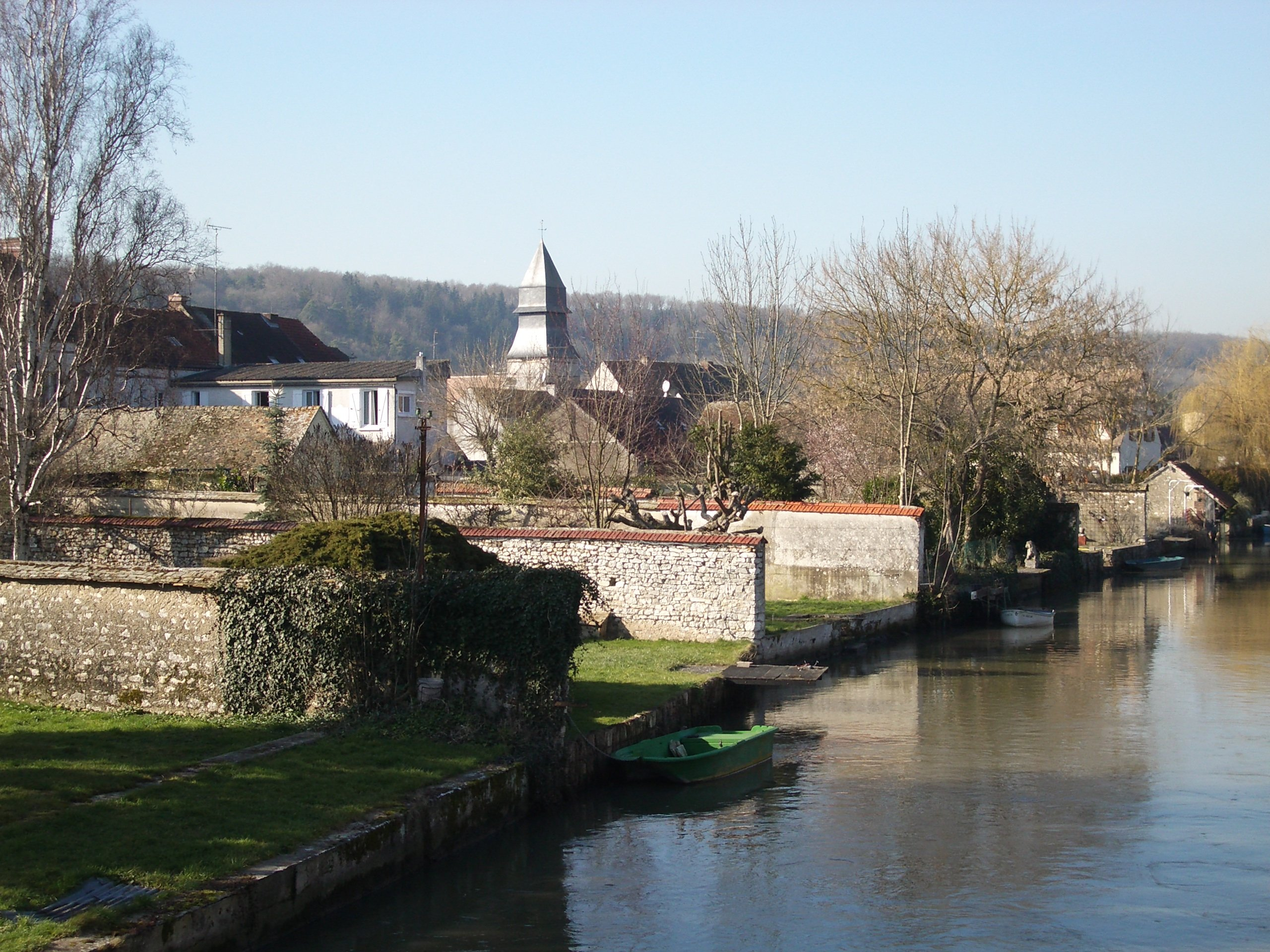
厄尔河畔加雷讷
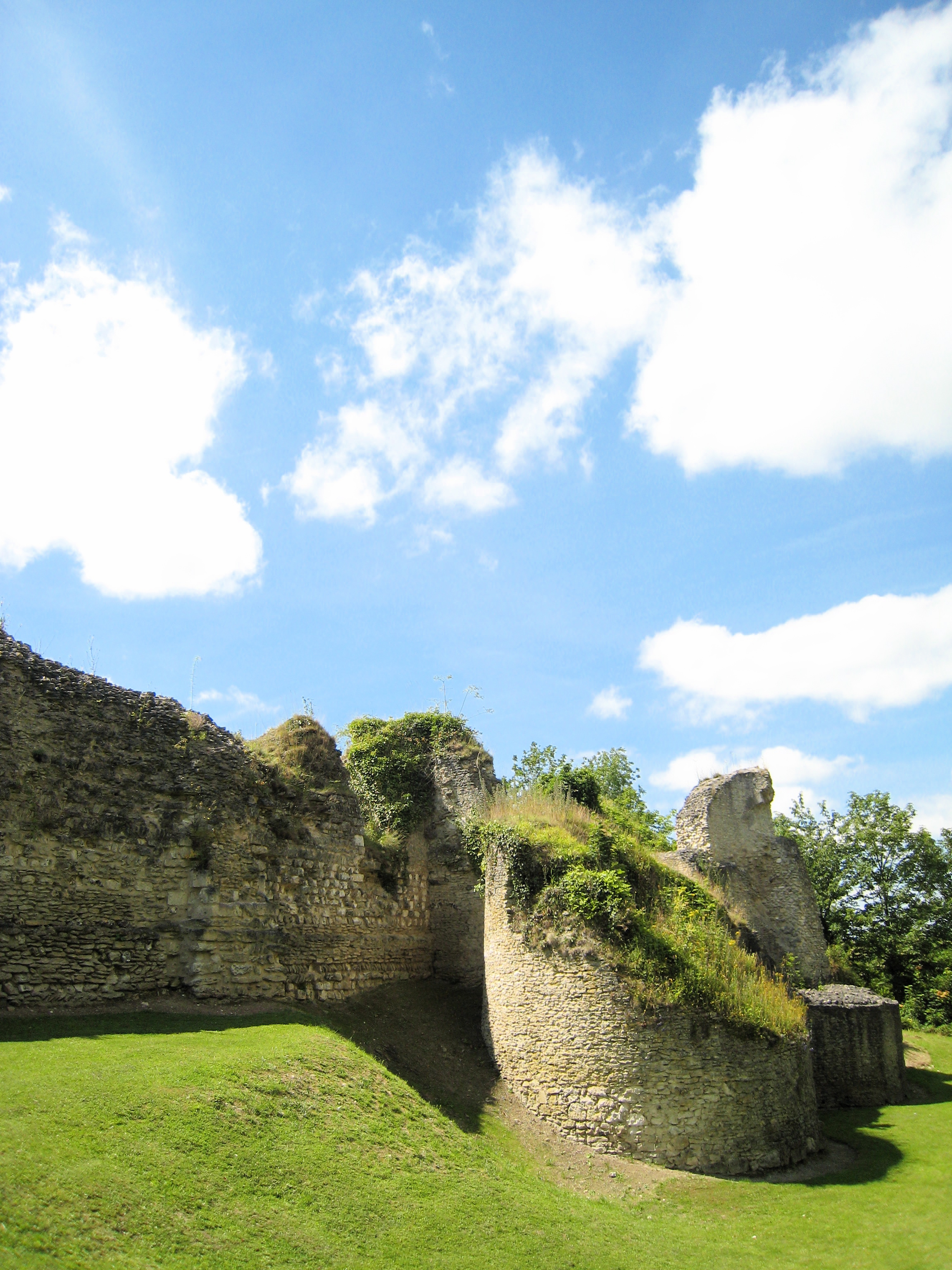
伊夫里拉巴塔耶城堡（château d'Ivry-la-Bataille）废墟
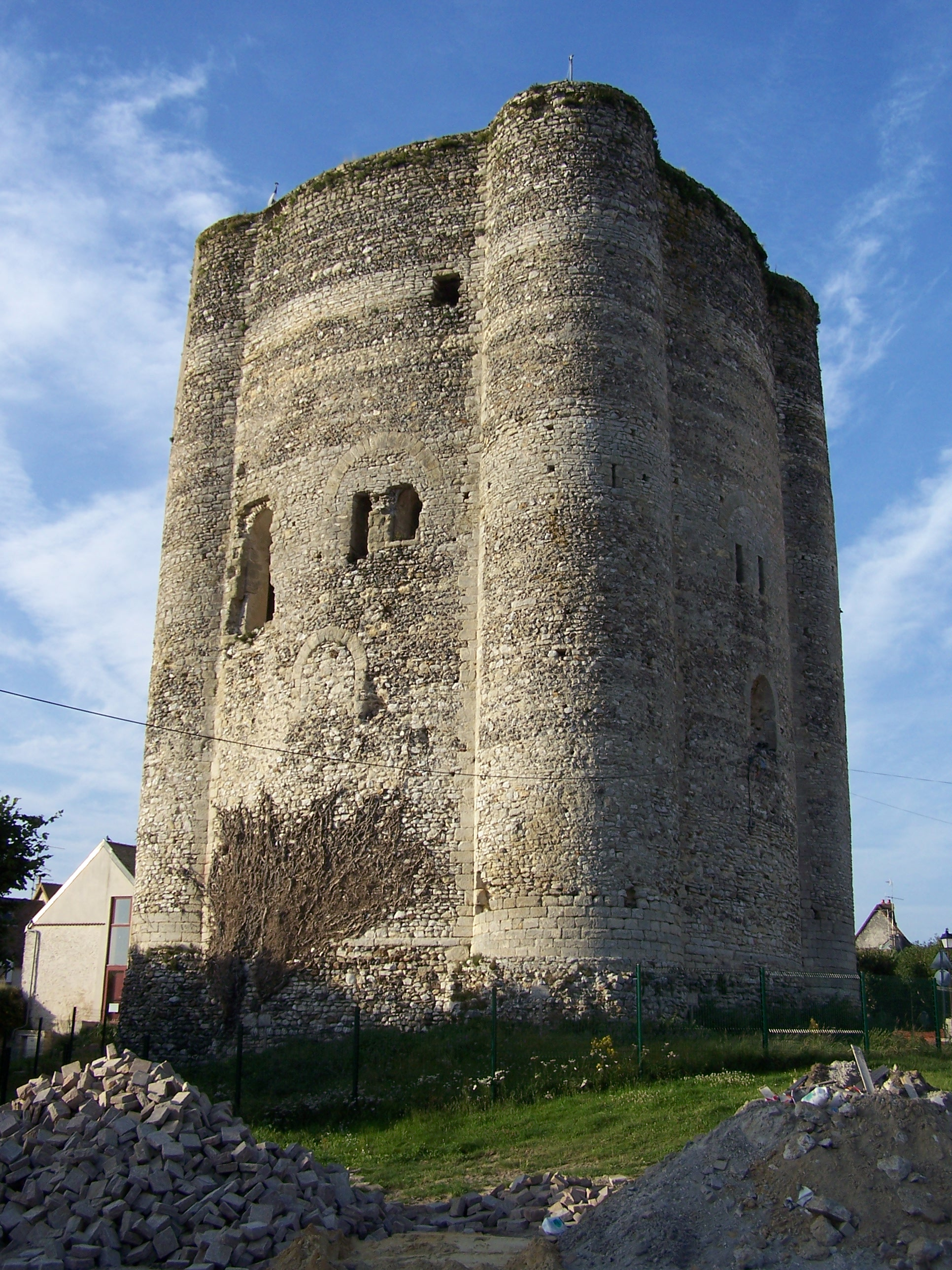
乌当的城堡主塔
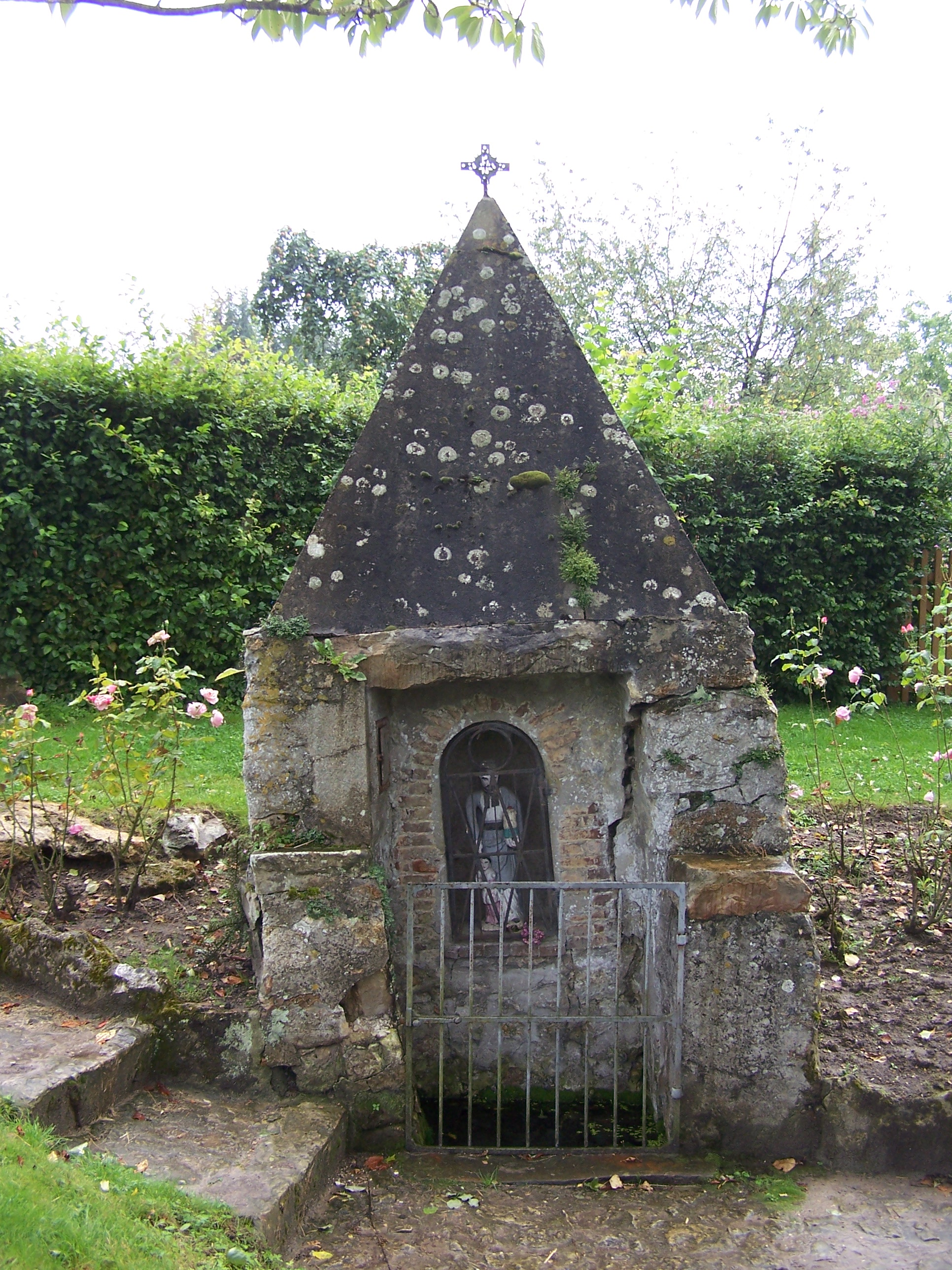
布瓦塞（Boissets）的圣奥东礼拜堂（Oratoire Saint-Odon）
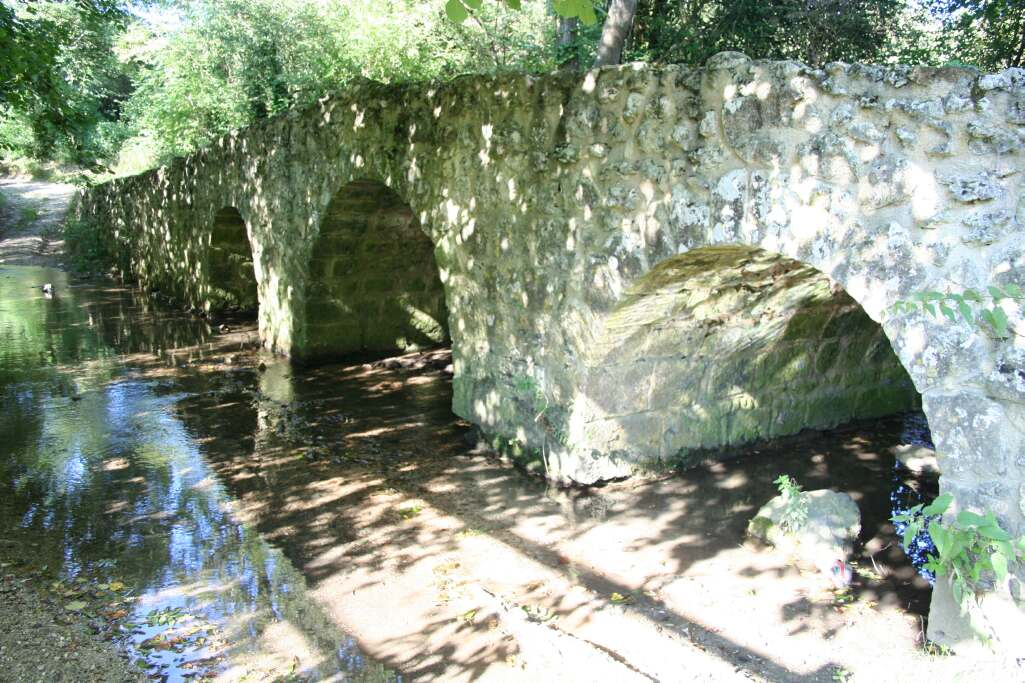
蒙绍韦（Montchauvet）的罗马桥
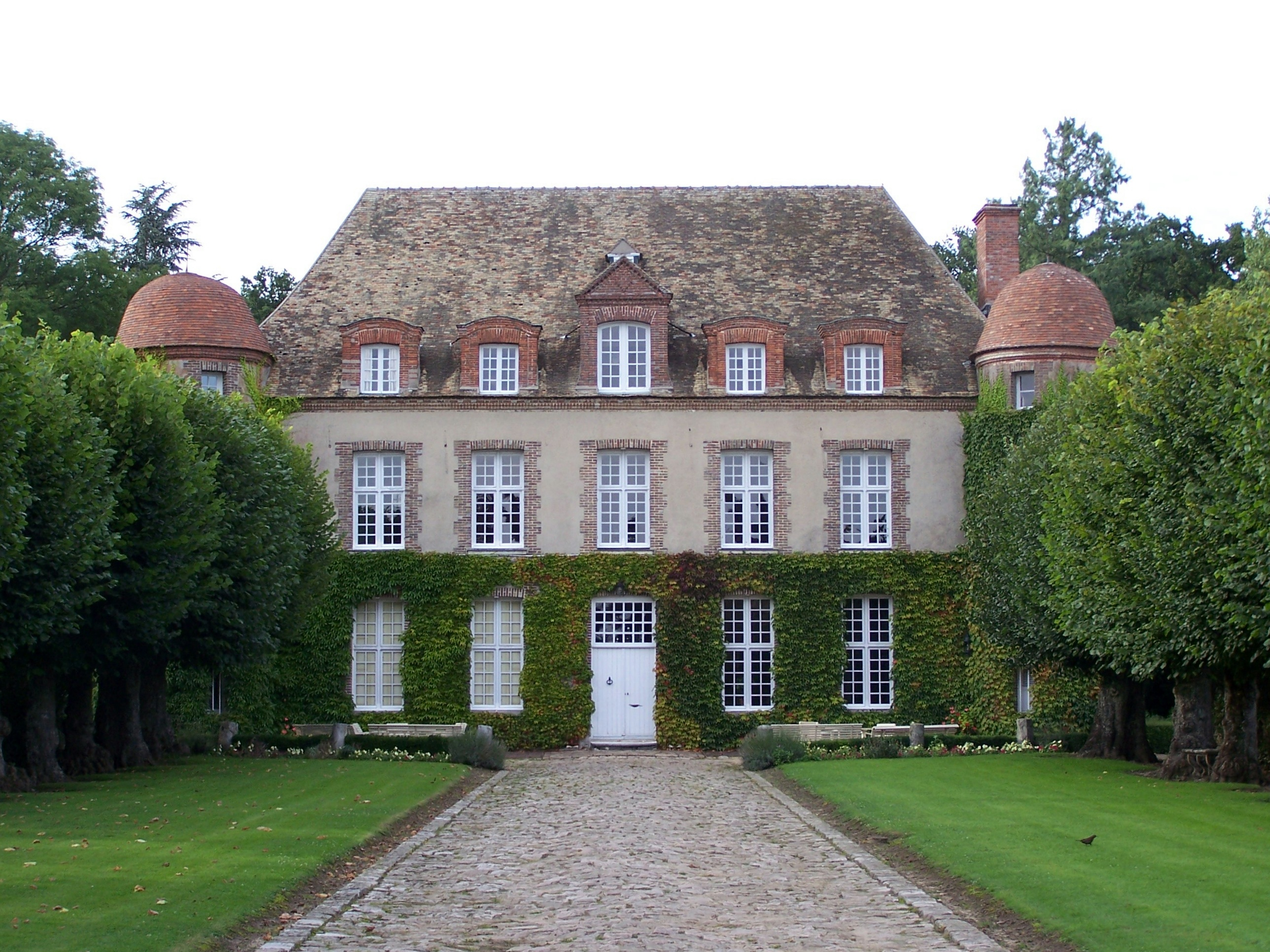
蒂伊（Tilly）城堡